# 25693 Ishitani
25693 Ishitani è un asteroide della fascia principale. Scoperto nel 2000, presenta un'orbita caratterizzata da un semiasse maggiore pari a 2,3139425 UA e da un'eccentricità di 0,1854158, inclinata di 3,26891° rispetto all'eclittica.